# Рут Лоренсо
Рут Лоренсо Паскуаль (ісп. Ruth Lorenzo Pascual; нар. 10 листопада 1982 року, Мурсія, Іспанія) — іспанська співачка, автор пісень. Вона представляла Іспанію на пісенному конкурсі Євробачення 2014 у Копенгагені, Данія, з піснею «Dancing in the Rain».